# Ван Хален, Алекс
Александр (Алекс) Артур Ван Хален (англ. Alexander Arthur Van Halen; 8 мая 1953, Амстердам) — американский барабанщик и автор песен голландского происхождения. Основатель и бессменный участник группы «Van Halen». Старший брат Эдварда Ван Халена. Входит в список величайших барабанщиков мира по версии журнала Rolling Stone под номером 51.

## Биография
Родился 8 мая 1953 года в городе Амстердам (Голландия). Отец Ян Ван Хален — по происхождению голландец, профессиональный музыкант-саксофонист. Мать Эжения — уроженка острова Ява (Индонезия). В 1962 году семья Ван Халенов эмигрирует в город Пасадена, штат Калифорния — США. Основное музыкальное образование, полученное в детстве — фортепиано.
В июне 2024 года Алекс продал с аукциона все свое барабанное оборудование, которое хранилось у него десятилетиями. Это заставило людей поверить, что он больше не намерен заниматься музыкой без своего брата Эдварда.
22 октября 2024 года выпустил книгу под названием «Brothers»

## Дискография
- Van Halen (1978)
- Van Halen II (1979)
- Women and Children First (1980)
- Fair Warning (1981)
- Diver Down (1982)
- 1984 (1983)
- 5150 (1986)
- OU812 (1988)
- For Unlawful Carnal Knowledge (1991)
- Live: Right Here, Right Now (Live) (1993)
- Balance (1995)
- Best of, Volume I (сборник)
- Van Halen III (1998)
- The Best of Both Worlds (сборник)
- A Different Kind of Truth (2012)
- Tokyo Dome Live in Concert (live) (2015)